# Nel profondo paese straniero
Nel profondo paese straniero è un film del 1997 scritto e diretto da Fabio Carpi.

## Costi e incassi
Il film si rivelò un flop al botteghino: a fronte di un finanziamento statale di 1.346.919€, incassò appena 20.000€.

## Riconoscimenti
- David di Donatello 1997
  - Migliore sceneggiatura